# Ney Santanna
Ney Sant'Anna Pereira dos Santos (São Paulo, 17 de janeiro de 1954), mais conhecido como Ney Sant'Anna, é diretor de cinema, roteirista, produtor de cinema e ator brasileiro. Participou da Comissão Nacional de Incentivo a Cultura, como representante do audiovisual, copresidiu a Comissão de Implantação da RioFilme e implantou a WebTv da Universidade Federal do Rio de Janeiro - UFRJ. Trabalhou na Empresa de Cinema de São Paulo - SPCine.
Filho do cineasta Nelson Pereira dos Santos, foi casado com a atriz Nádia Lippi.

## Carreira

### Trabalhos no cinema
| Ano  | Título                         | Personagem                | Notas                |
| ---- | ------------------------------ | ------------------------- | -------------------- |
| 2022 | Nunca Fomos Tão Modernos       | Augusto                   |                      |
| 2006 | Brasília 18%                   | Gregório de Matos         |                      |
| 1998 | Vox Populi                     | —                         | Curta-metragem       |
| 1991 | Inspetor Faustão e o Mallandro | —                         |                      |
| 1990 | Assim na Tela Como no Céu      | Homem no passado          |                      |
| 1984 | Memórias do Cárcere            | Lunard                    |                      |
| 1980 | Insônia                        |                           | Segmento: "O Ladrão" |
| 1978 | A Dama do Lotação              | Homem honesto             |                      |
| 1977 | Paraíso no Inferno             | —                         |                      |
| 1977 | A Árvore dos Sexos             | Rodrigo                   |                      |
| 1977 | Ladrões de Cinema              | —                         |                      |
| 1977 | Gente Fina É Outra Coisa       | Tadeu                     |                      |
| 1976 | Soledade, a Bagaceira          | Lúcio Marçau              |                      |
| 1974 | O Amuleto de Ogum              | Gabriel                   |                      |
| 1974 | Lisetta                        | Gargone, irmão de Lisetta |                      |
| 1973 | Joanna Francesa                | Honório                   |                      |
| 1970 | Azyllo Muito Louco             | Prisioneiro               | Não creditado        |

### Trabalhos na televisão
| Ano  | Título                   | Personagem | Notas                           |
| ---- | ------------------------ | ---------- | ------------------------------- |
| 1994 | Você Decide              | Célio      | Episódio: "A Copa é Nossa"      |
| 1987 | Sassaricando             | Nicodemus  |                                 |
| 1982 | Final Feliz              | Ivanzinho  |                                 |
| 1981 | Jogo da Vida             | Zeca       |                                 |
| 1981 | O Amor É Nosso           | Cláudio    |                                 |
| 1980 | Chega Mais               | Guto       |                                 |
| 1979 | Memórias de Amor         | Mário      |                                 |
| 1979 | Sítio do Picapau Amarelo | Tonico     | "Emília, Romeu e Julieta"       |
| 1979 | Plantão de Polícia       | —          | Episódio: "O Crime do Castiçal" |
| 1978 | Pecado Rasgado           | Rodrigo    |                                 |
| 1977 | Cinderela 77             | Pefinho    |                                 |

## Outros trabalhos
Ney dirigiu os longa-metragem Sonhei com você (1988) e o curta-metragem Cadê a Massa? (1993), também roteirista e produtor-executivo .
Foi também produtor A Terceira Margem do Rio (1994) e produtor executivoTenda dos Milagres (1977).